# NGC 7081
NGC 7081 este o galaxie spirală situată în constelația Vărsătorul. A fost descoperită în 10 octombrie 1790 de către William Herschel.